# Gobiatherium
 Gobiatherium  ist eine Gattung der Dinocerata – eine ausgestorbene Säugetiergruppe – aus dem Unteren bis Mittleren Eozän (vor 52 bis 46 Millionen Jahren) von Ost- und Zentralasien. Innerhalb dieser Gruppe wird es der Familie der Uintatheriidae zugewiesen, ist also mit Uintatherium und Eobasileus nahe verwandt. Diese Pflanzenfresser gehören zu den ersten Großformen nach dem Aussterben der Dinosaurier. Besonders charakteristische Merkmale von Gobiatherium waren der extrem flache Schädel und die stark nach oben gerundete Nase mit zwei kleinen knöchernen Hörnern.

## Merkmale
Gobiatherium war ein großer Vertreter der Uintatherien, der aber nicht die Größe seiner nächsten Verwandten Uintatherium und Eobasileus erreichte. Insgesamt besaß es einen allgemein schlankeren Körperbau, das überwiegende Fossilmaterial dieser Gattung besteht aber aus Schädel- und Gebissresten. Der Schädel wurde bei Gobiatherium bis zu 68 cm lang und war damit kürzer als der von Uintatherium oder Eobasileus. Charakteristischerweise war er extrem flach und erreichte oberhalb der Prämolaren nur eine Höhe von 8 cm, während die Jochbeinbögen keilartig herausragten und einen maximalen Abstand von 40 cm aufwiesen. Auf den äußersten Bogenspitzen befanden sich zudem markante Knochenauswüchse, so dass die Bögen zusätzlich nach außen verbreitert erschienen. Das Hinterhauptsbein war leicht nach hinten verlängert und besaß dadurch in Seitenansicht einen spitzen Winkel. Im Gegensatz zu Uintatherium oder Eobasileus besaß der Schädel keine sehr deutlichen, für entwickelte Uintatherien typische Hornbildungen, auf den Scheitelbeinen zeigten sich lediglich zwei leichte knöcherne Anschwellungen, während im mittleren Schädelbereich gar keine derartigen Bildungen auftraten. Markantestes Merkmal von Gobiatherium war aber das Nasenbein, das eine bogenförmig aufgerundete Form hatte, wodurch der Schädel in diesem Bereich eine Gesamthöhe von 17 cm erreichte. Dabei war das Nasenbein am vorderen Ende deutlich nach vorn gebogen und hier durch eine Verknöcherung der Nasenscheidewand mit dem Mittelkieferknochen verwachsen. Einige Schädel trugen auf dem gerundeten Nasenbein zusätzlich zwei kleine Knochenschwellungen ähnlich jenen auf den Scheitelbeinen. Die gesamte Konstruktion des vorderen Schnauzenbereiches mit dem stark gerundeten Nasenbein ist einzigartig unter den Dinocerata.
Der bis zu 48 cm lange Unterkiefer wies einen relativ schlanken Bau auf. Der Kieferknochen war im Vergleich zu Uintatherium mit rund 7 cm Höhe eher niedrig, die Symphyse besaß einen spatelförmigen Aufbau. Gegenüber seinen Verwandten hatte Gobiatherium  zusätzlich zu den allgemein reduzierten oberen Schneidezähnen auch keinen oberen Eckzahn mehr, die Zahnformel lautete dadurch: {\displaystyle {\frac {0.0.3.3}{3.1.3.3}}}. Schneidezähne fanden sich wie bei den anderen Uintatherien nur im Unterkiefer, waren eher klein und durch zwei höckerige, hintereinander liegende Buckel charakterisiert, insgesamt aber wesentlich dünner und klingenartiger als bei Uintatherium oder Eobasileus. Der untere Eckzahn ähnelte den Schneidezähnen in seiner Form, war aber vergleichsweise größer als bei anderen Uintatherien. Das Diastema hinter dem Eckzahn war recht ausgedehnt. Die Backenzähne wiesen niedrige (brachyodonte) Zahnkronen auf und waren klein, die gesamte Backenzahnreihe erreichte eine Länge von 16,3 cm, wobei der letzte Molar eine Länge von 3,9 cm aufwies. Typisch waren die zwei querstehenden Schmelzfalten der einzelnen Zahnkauflächen, die den Backenzähnen einen bilophodonten Aufbau geben, die Zahnschmelzfalten der Oberkieferbackenzähne besaßen dabei eine V-förmige Anordnung.
Das Körperskelett ist nur durch wenige Funde bekannt. Der Oberarmknochen und der Oberschenkelknochen weichen in ihrer Form kaum von denen der anderen entwickelten Dinocerata ab, wie bei Uintatherium oder Eobasileus trat am Femur kein dritter Trochanter auf. Die Hand- und Fußknochen waren bei Gobiatherium insgesamt länger und schmaler als bei seinen Verwandten.

## Fossilfunde
Gobiatherium ist nur aus Ost- und Zentralasien bekannt. Die ersten Funde kamen 1930 während einer Expedition des American Museum of Natural History im Jahr 1930 in die Innere Mongolei zu Tage. Sie wurden dort rund 40 km südwestlich von Iren Dabasu im Erlian-Becken entdeckt. Die Fundlage gaben die Erstbeschreiber Henry Fairfield Osborn und Walter W. Granger ursprünglich mit der Irdin-Manha-Formation an, wodurch die Fossilreste ein obereozänes Alter erhielten. Geologischen Neuuntersuchungen zufolge gehören die Fossillagen, die unter anderem auch Gobiatherium enthielten, jedoch der unterlagernden Arshanto-Formation an, welche bereits im Unteren und Mittleren Eozän entstand. Die Funde des American Museum of Natural History umfassen wenigstens sieben, zum Teil vollständige Schädel, darunter auch das vollständige und kaum verdrückte Holotyp-Exemplar und den Schädel eines Jungtieres, des Weiteren auch isolierte Unterkiefer und Reste des Körperskelettes. Alle Reste werden der Art G. mirificum zugewiesen. Lange Zeit waren dies die einzigen bekannten Funde dieser Säugetiergattung, erst in den 1980er Jahren wurden vermehrt weitere Fossilien entdeckt. Einige stammen wiederum aus der Arshanto-Formation im Erlian-Becken und setzen sich aus mehreren Ober- und Unterkieferfragmenten sowie isolierten Zähnen zusammen. Ein weiteres Unterkieferfragment ist direkt aus dem Basisbereich der Arshanto-Formation geborgen worden. Aus der mitteleozänen Yuhuangding-Formation nahe Danjiangkou in der chinesischen Provinz Hubei wurden am Ende der 1980er Jahre aus dem oberen Bereich der Sedimentablagerungen isolierte Zahnfunde und ein Unterkieferfragment entdeckt, die der etwas kleineren Art G. minutum angehören. Diese ergänzen einige bereits in den 1960er Jahren dokumentierte isolierte Zähne aus Kalksteinen der gleichen Formation, die aber nahe Liguanqiao in der unmittelbar benachbarten Provinz Henan zum Vorschein kamen. Aus der Chonkurchak-Formation bei Toru-Aygyr in Kirgisistan wiederum wurde ein vollständiger Schädel mit zugehörigem Unterkiefer berichtet, während vom Chakpaktas-Fluss im Saissan-Becken des östlichen Kasachstans einige isolierte Zähne bekannt sind.

## Paläobiologie

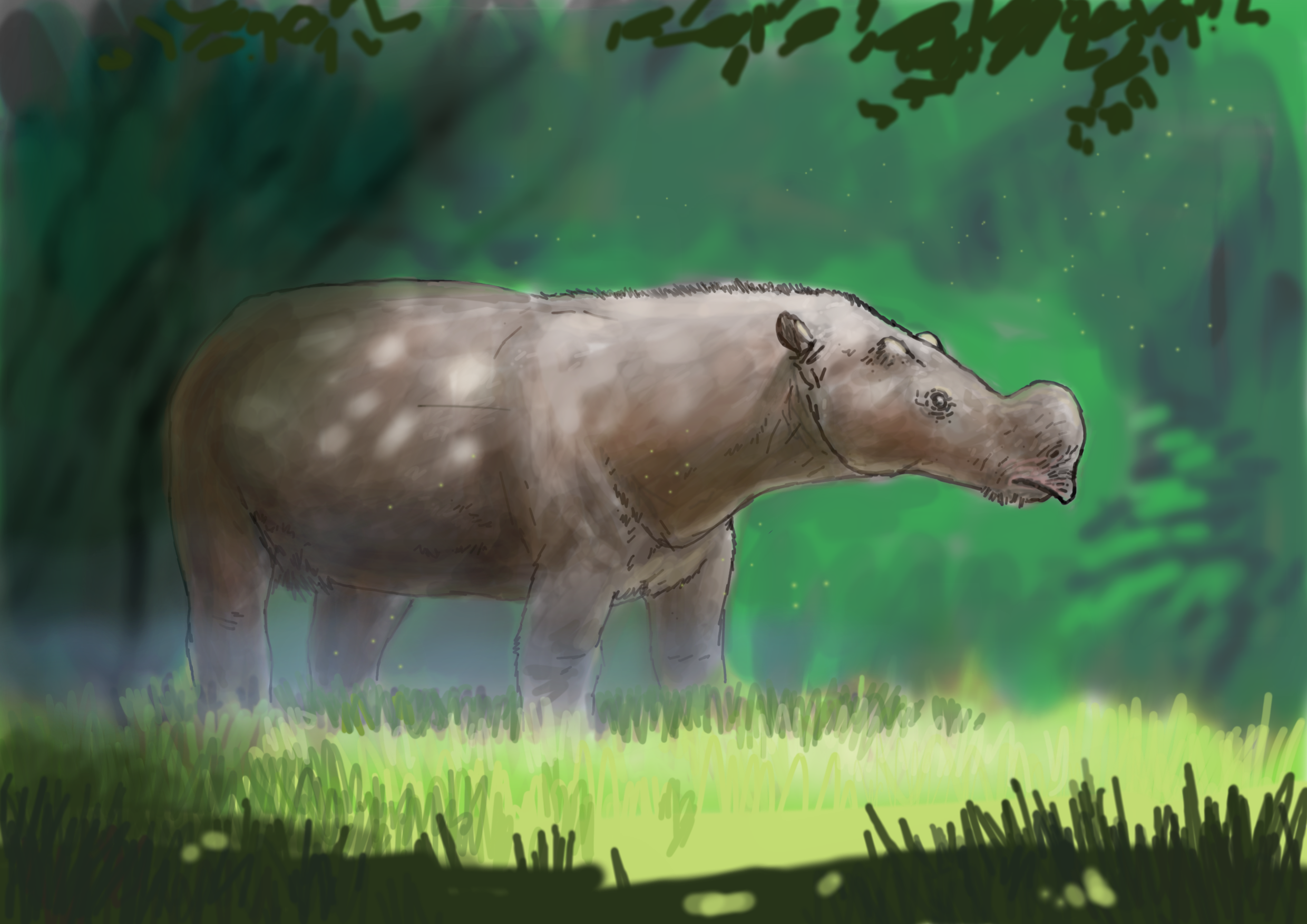
Lebendrekonstruktion von Gobiatherium

Ähnlich wie bei den anderen Vertretern der Dinocerata weisen die bilophodonten Backenzähne darauf hin, dass die Tiere sich von weichen Pflanzenteilen ernährten (browsing). Durch die nicht ausgebildeten Oberkiefereckzähne war das Gebiss weniger wuchtig und der Unterkiefer nicht ganz so robust gebaut. Ihm fehlten auch die für Uintatherium und Eobasileus typischen unteren Auswüchse des Unterkiefers zum Schutz des oberen Eckzahns. Der insgesamt grazile Bau des Unterkiefers zeigt sich auch in der Gestaltung des dortigen Gelenkes, das im Gegensatz zu seinen Verwandten nicht rückwärts gerichtet ist. Dadurch war es Gobiatherium nicht möglich, sein Maul sehr weit zu öffnen, was aufgrund der fehlenden Eckzähne auch nicht notwendig gewesen sein dürfte.
Nach Meinung der Erstautoren könne bei Gobiatherium möglicherweise ein Geschlechtsdimorphismus nachgewiesen werden, der vor allem den Bau des Nasenbereiches betrifft. So sollten männliche Tiere anhand einiger Schädel ein massiv rundes Nasenbein und eine knöcherne Nasenscheidewand aufweisen, wobei sich teilweise auf der obersten Nasenspitze zusätzlich noch zwei leichte Knochenerhebungen fanden und sehr selten auch ein kleiner oberer Eckzahn auftrat. Weiblichen Tieren fehlten diese Merkmale. Spätere Analysen ergaben, dass zumindest das Fehlen der knöchernen Nasenscheidewand und der kleinen Hörner eher auf Verwitterung zurückzuführen ist und diese Merkmale ursprünglich bei allen bekannten Schädeln vorhanden gewesen waren.

## Systematik
Gobiatherium stellt eine Gattung aus der Familie der Uintatheriidae dar, die wiederum zur Ordnung der Dinocerata gestellt werden. Diese Säugetiergruppe ist weitgehend aus Nordamerika und Ostasien bekannt und stellte während ihrer stammesgeschichtlich jüngeren Entwicklungsphase die ersten bekannten Riesenformen unter den Säugetieren, die sich nach dem Aussterben der Dinosaurier entwickelt hatten. Als gemeinsame Merkmale aller Dinocerata werden das Fehlen des ersten Prämolaren und der oberen Schneidezähne angesehen, Ausnahmen bilden hier nur die frühesten Vertreter. Die verwandtschaftlichen Verhältnisse zu anderen Säugetieren sind nicht vollständig geklärt, es wird aber angenommen, dass sie einen recht ursprünglichen Zweig innerhalb der heterogenen Gruppe der Huftiere bilden. Die nächsten Verwandten dürften nach heutiger Erkenntnis dabei die Südamerikanischen Huftiere (Meridiungulata) bilden, so etwa die Pyrotheria oder die Xenungulata. Die nächsten heute noch lebenden Verwandten dürften die Unpaarhufer bilden.
Innerhalb der Uintatheriidae wird Gobiatherium zur Unterfamilie der Gobiatheriinae gestellt mit lediglich dieser Gattung als einzigem Mitglied. Charakterisiert wird diese Unterfamilie durch die Reduktion des oberen Eckzahns und der verwachsenen Nasenscheidewand. Dabei stehen die Gobiatheriinae den Uintatheriinae mit Uintatherium und Eobasileus als Schwestergruppe gegenüber, die sich wiederum durch lange und säbelartig gebogene obere Eckzähne sowie mehrere Paare knöcherner Hornbildungen auf dem Schädel auszeichnen. Der direkte Vorgänger von Gobiatherium ist unbekannt, da ältere Formen wie Prodinoceras oder Bathyopsis deutlich in ihrer Schädelmorphologie abweichen und so nicht in direkter Beziehung stehen. Ursprünglich wurden die Gobiatheriinae von K. K. Fljorow als eigenständige Familie Gobiatheriidae 1952 eingeführt, eine Revision der Uintatheriidae 1961 von Walter H. Wheeler verschob ihren Status auf jenen der Unterfamilie. Eine erneute Teilrevision der Uintatherien von William D. Turnbull im Jahr 2002 bestätigte diese taxonomische Zuweisung. Einige Forscher sehen aber aufgrund im Detail abweichender Zahnmorphologien der Gobiatheriinae zu den Uintatheriinae erstere teilweise auch als eigenständige Familie innerhalb der Dinocerata an.
Es werden heute zwei Arten unterschieden:
- G. minutum  Cheng & Ma, 1990
- G. mirificum  Osborn & Granger, 1932

Eine weitere Art G. major, aufgestellt anhand der Funde aus der Arshanto-Formation, gilt heute als Synonym für G. mirificum, während G. monolobotum als Vertreter von Eudinoceras aus der Gruppe der Pantodonta angesehen wird.
Die Gattung Gobiatherium wurde 1932 von Henry Fairfield Osborn und Walter W. Granger anhand von Funden der Expedition des American Museum of Natural History 1930 in die Innere Mongolei in einem kurzen Aufsatz erstmals beschrieben. Als Holotyp (Exemplarnummer AMNH 26624) gilt ein vollständiger, 68 cm langer Schädel, als Paratyp (AMNH 26630) ein vollständiger Unterkiefer. Der Gattungsname Gobiatherium bezieht sich einerseits auf die Wüste Gobi als Fundort, andererseits bedeutet das griechische Wort θηρίον (thēríon) „Tier“. Der Name wurde analog zu jenem seines nordamerikanischen Verwandten Uintatherium gewählt, dem „Tier aus den Uinta Mountains“.